# Elfmania
Elfmania est un jeu vidéo de combat développé par Terramarque et édité par Renegade en 1994 sur Amiga.